# Желино
Желино (мкд. Желино) је насеље у Северној Македонији, у северозападном делу државе. Желино је седиште истоимене општине Желино.

## Географија
Насеље Желино је смештено у северозападном делу Северне Македоније. Од најближег већег града, Тетова, насеље је удаљено 10 km источно.
Желино се налази у доњем делу историјске области Полог. Насеље је положено на источном ободу Полошког поља. Западно од насеља пружа се поље, југоисточно се издиже Сува гора, а североисточно планина Жеден. Вардар протиче западним ободом насеља. Надморска висина насеља је приближно 420 метара.
Клима у насељу је умерено континентална. 

## Становништво
Желино је према последњем попису из 2002. године имало 4.110 становника.
Претежно становништво у насељу су Албанци (99%).
Већинска вероисповест је ислам.